# Melicope tsaratananensis
Melicope tsaratananensis är en vinruteväxtart som först beskrevs av René Paul Raymond Capuron, och fick sitt nu gällande namn av Thomas Gordon Hartley. Melicope tsaratananensis ingår i släktet Melicope och familjen vinruteväxter. Inga underarter finns listade i Catalogue of Life.